# سينو كوليبالي
سينو كوليبالي (4 سبتمبر 1994 في بونتواز بفرنسا - ) هو لاعب كرة قدم مالي في مركز الدفاع في نادي ديجون الفرنسي.

## مسيرته الكروية
بدأ سينو كوليبالي لعب كرة القدم في سن التاسعة مع نادي مسقط رأسه سيرجي بونتواز إف سي.
في عام 2014، عندما لعب في فريق الشباب في نادي إنتينت وكان مقتنعًا بأنه لن يكون قادرًا على كسب المال من لعب كرة القدم، فكر في إيقاف هذه الرياضة نهائيًا من أجل العمل في مطعم بيتزا في سيرجي. ومع ذلك، قام أصدقاؤه بإثنائه، واستأنف كرة القدم في عام 2015 في النادي الذي ظهر فيه لأول مرة، سيرجي بونتواز إف سي. هناك التقى روبرت ميندي، مدرب إف سي مانتوا، الذي عرض عليه الانضمام إلى ناديه، ثم في CFA 2 (الدرجة الخامسة).
في 13 يونيو 2018، انضم كوليبالي إلى فريق الدرجة الأولى الفرنسي نادي ديجون من فريق مانتوا في دوري الدرجة الرابعة بفرنسا.
ظهر لأول مرة مع ديجون في الفوز 2–1 الدوري الأول على مونبلييه في 11 أغسطس 2018 حيث سجل هدف الفوز في الوقت الإضافي.
في موسمه الأول على أعلى مستوى في كرة القدم الفرنسية، لم يكن لدى سينو كوليبالي سوى القليل من الوقت للعب (ظهور تسع مباريات في الدوري الفرنسي بما في ذلك خمس مباريات كأساسي)، وقد ظهر بشكل سلبي بشكل خاص في 9 مارس 2019 خلال المباراة بين ناديه في ستاد ريمس، ترك زملائه في الفريق عند العاشرة من الدقيقة الأولى من اللعب، بعد خطأ على بولايي ديا.
في موسمه الثالث في الدوري الممتاز، فاز بمركزه الأساسي جنبًا إلى جنب مع برونو إكويل مانغا، وقدم أداءً جيدًا، لكنه لم يستطع منع هبوط فريقه إلى دوري الدرجة الثانية، الذي أنهى موسم 2020-2021 في بطولة الفانوس الأحمر.
أثار أداء كوليبالي الجيد اهتمام العديد من الفرق في فرنسا ولكن أيضًا عبر القناة (لا سيما غلاسكو رينجرز وهيدرسفيلد تاون)، لكنه بقي في ديجون على الرغم من كل شيء ، ومدد عقده حتى عام 2024 في 19 أكتوبر 202116 .

## مسيرته الدولية
بعد أن أعرب عن رغبته في ارتداء قميص نسور مالي، استدعي سينو كوليبالي لأول مرة من قبل المدرب محمد مغسوبا [الإنجليزية] في يونيو 2019 لمواجهة غينيا وتشاد كجزء من تصفيات كأس الأمم الأفريقية 2021، على الرغم من أن مدربه في ديجون، ستيفان غوبار [الإنجليزية] صرح بإن لاعبه غير قادر على اللعب بسبب الإصابة.
ظهر كوليبالي لأول مرة بألوان مالي في 11 يونيو 2021 في مباراة ودية ضد جمهورية الكونغو الديمقراطية.